# Hovea elliptica
Hovea elliptica är en ärtväxtart som först beskrevs av James Edward Smith, och fick sitt nu gällande namn av Dc. Hovea elliptica ingår i släktet Hovea och familjen ärtväxter. Inga underarter finns listade i Catalogue of Life.